# Anatea
Anatea is een monotypisch geslacht van spinnen uit de familie van de Theridiidae (Kogelspinnen).

## Soort
- Anatea formicaria Berland, 1927